# Ratkovo (chráněný areál)
Ratkovo je chráněný areál v katastrálních územích obcí Liptovský Trnovec a Liptovská Sielnica v okrese Liptovský Mikuláš v Žilinském kraji na Slovensku. Území bylo vyhlášeno v roce 1988 a jeho rozloha je 97,51 hektaru. Předmětem ochrany je území s mimořádným množstvím původních a úspěšně introdukovaných cizokrajných dřevin (přibližně 150 druhů), které představuje důležité ptačí refugium v oblasti vodní nádrže Liptovská Mara.